# Ruth Zucker
Ruth Zucker (geboren 19. Juni 1914 in Bonn als Ruth Amelie Koopmann; gestorben 16. Januar 2014 in Haifa) war eine deutsche Graphologin und Astrologin.

## Leben und Wirken
Ruth Koopmann wurde als Kind jüdischer Eltern in einer wohlhabenden großbürgerlichen Familie auf. Ihr Großvater Jakob Koopmann hatte 1910 das erste große Warenhaus in Bonn gegründet. In ihrer Schulzeit an der École International in Lausanne fiel ihre Begabung auf, Handschriften zu analysieren. Man brachte sie daher mit Edouard Magnat in Verbindung, einem bekannten Graphologen, der auch Astrologe war. Von 1924 bis 1928 lebte die Familie in den USA, in Pasadena nahe Los Angeles. Auf Drängen der Mutter kehrten sie nach Bad Godesberg zurück.
Koopmann studierte Psychologie in Genf. Ihren späteren Mann Walter Zucker lernte sie bei der „Jüdischen Studentenschaft“ kennen. Er war von der Idee des Zionismus angetan, und wegen des Berufsverbots in Deutschland für ihn als jüdischem Kieferchirurgen reiste er 1933 mit einem gefälschten Einreisezertifikat als Landarbeiter nach Palästina. Ruth Zucker und auch ihre Eltern folgten ihm 1934 nach.
Etwa 1937 wurde Ruth Zucker angetragen, für die zionistische Untergrundorganisation Hagana zu arbeiten. Wegen ihrer Sprachkenntnisse wurde sie für den „Informationsdienst“ ausgewählt und leistete geheime Aufklärungsarbeit bei der britischen Mandatsregierung.  Sie arbeitete in Palästina und später in Israel als Psychologin, Graphologin und Astrologin. Ihre graphologische Qualifikation trug dazu bei, Freiwillige auf Grund ihrer Handschrift für bestimmte Tätigkeitsfelder auszusuchen. Die von ihr entwickelte Methode der graphologisch-psychologischen Analyse der hebräischen Schrift wurde in einem Lehrbuch veröffentlicht, als Expertin für Unterschriften und Dokumente wurde sie bei Gericht zugelassen. Sie gründete das „Institut für Industrielle Graphologie“. In Zürich nahm sie an einer graphologischen Weiterbildung von Interpol teil und war seitdem in konsultivem Kontakt mit der graphologischen Abteilung.
Ende der 1970er Jahre lud sie der damalige Oberbürgermeister von Bonn, Hans Daniels, in ihre Heimatstadt ein. Sein Vater hatte ihnen 1933 geholfen. Zusammen mit ihrer Ziehtochter Tami trat sie die Reise nach anfänglichem Zögern an. Zucker hatte einige öffentliche Auftritte. In der ZDF-Talkshow „Live aus der Frankfurter Oper“ wurde nur ihre graphologische Affinität herausgestrichen, ihre Tätigkeit bei der Hagana blieb unerwähnt.

## Rezeption
John Zavrel schrieb eine Kritik über das Buch Im Auftrag für Israel, in dem er ihre Arbeit für die Hagana in den geschichtlichen Kontext setzt. Er gibt auch Zuckers Beschreibung der Rettung von 970 polnisch-jüdischen „Teheran-Kindern“ vor den Nationalsozialisten wieder, die aus Polen über die Sowjetunion und den Iran nach Israel gebracht wurden.
Birgit Weidinger schrieb in ihrer Rezension über die Autobiographie Meine sieben Leben:

„Darin liegt auch der dokumentarische Wert dieser Biographie: Zuckers Zeugnis, voller Subjektivität und Individualität, mit Widersprüchen und mitunter auch Selbstgefälligkeiten, zeichnet ein Stück jüdischer Geschichte nach. Es zeichnet politische und öffentliche Szenarien bis hinein in die späteren Lebensjahre, als sie wieder häufiger nach Deutschland reist. Sie habe versucht, schreibt Ruth Zucker, in einem kleinem Rahmen eine Brücke zwischen Israel und Deutschland zu bauen. Dafür hat sie von der Bundesrepublik das Verdienstkreuz am Bande erhalten. Und von Israel besitzt sie das Ehrenabzeichen der Untergrundkämpfer“

Im Nachruf von John Bodenstein wird Zucker als „kritische Kämpferin für die Rechte des jüdischen Volkes in Europa“ bezeichnet und als „Engel der Versöhnung“ zwischen Juden und Deutschen benannt.

## Auszeichnungen
Ruth Zucker erhielt 1994 auf Vorschlag des damaligen Bundesaußenministers Klaus Kinkel das Verdienstkreuz am Bande des Verdienstordens der Bundesrepublik Deutschland verliehen.

## Publikationen
- „Im Auftrag für Israel“. Meine Jahre als Spionin. Deutscher Taschenbuch Verlag, München, 1998, ISBN 3-423-08444-8.
- Meine sieben Leben. Autobiographie. Deutscher Taschenbuch Verlag, München 2000, ISBN 3-423-24229-9.